# Helene Baltazzi
Helene von Vetsera báróné, született Helene Baltazzi (Marseille, 1847 – Bécs, 1925), görög-olasz származású osztrák úriasszony, Mary von Vetsera bárókisasszony édesanyja.

## Élete

### Származása, ifjúkora, testvérei
Helene Baltazzi egy olasz-görög-angol ősöktől származó bankárcsalád feltűnően szép leánya volt. Édesapja Theodore Baltazzi bankár (1788–1860), édesanyja Despina Vukovich volt. Az apa nagy vagyonra tett szert Isztambulban. Kétszer nősült. Első feleségétől született gyermekei: 
- Helene Baltazzi, vagyis Baltazzi Heléna (görögösen Eleni) (1847–1925),
- Elizabeth Baltazzi, vagyis Baltazzi Erzsébet (1849–1899).

A második feleségtől, Elize Sarrel-től született gyermekek, Helene féltestvérei: 
- Alexander Baltazzi, azaz Baltazzi Sándor (1850–1914),
- Aristides Baltazzi, azaz Baltazzi Arisztid (1853–1914),
- Hector Baltazzi, azaz Baltazzi Hektór (1854–1916),
- Eveline Baltazzi, azaz Baltazzi Evelin (1855–1901),
- Charlotte Baltazzi, azaz Baltazzi Sarolta (1856–1875), aki később gróf Erdődy György felesége lett.
- Virginie Baltazzi, azaz Baltazzi Virgínia (1857–1929),
- Henry Baltazzi, azaz Baltazzi Henrik (1858–1940).

Theodore Baltazzi bankárként nagy vagyonra tett szert Isztambulban, leányát, Helene-t tartották Konstantinápoly leggazdagabb leányának. A szülők korán elhaltak. Az elárvult Baltazzi gyermekek gyámja Albin Vetsera (1825–1887) lett, a Baltazzi család régi barátja, pozsonyi születésű diplomata, az Osztrák Császárság isztambuli követségének titkára. 
Albin Vetsera 1864-ben feleségül vette legidősebb – akkor alig 16 éves – gyámleányát, a nála 22 évvel fiatalabb Helene Baltazzit. Karrierjének jót tett a gazdag leánnyal kötött házasság, a Baltazzi család révén kiszélesedő társadalmi kapcsolatok. Helene Baltazzi fivéreinek, Aristides és Alexander Baltazzinak nagyhírű istállójuk volt, saját lovaikkal szerepeltek a nagy nemzetközi lóversenyeken. Így például Alexander Baltazzi versenylova, a Kisbér 1876-ban megnyerte az Epsomi Derbyt (zsoké: Charlie Maidment, edző: Joseph Hayhoe). A harmadik Vetsera fivér, Hector is híresen jó lovas volt. A legfiatalabbat, Henryt a monarchia legelegánsabb férfiának tartották, Arthur Schnitzler róla mintázta egyik művének alakját, a „Körtáncnak” egyik szereplőjét. A Vetsera és a Baltazzi családok tagjai a Monarchia és a nemzetközi politikai, üzleti és társasági élet ismert alakjai voltak. Otthonosan mozogtak Európa arisztokrata köreiben Londonban, Párizsban, Szentpétervárott és Bécsben. Arisztokrata körökben köztudott volt, hogy Mary anyja, Helene Baltazzi lett Rudolf trónörökös első szeretője. 
Helene húga, Eveline Baltazzi Georg von Stockau (1854–1901) osztrák grófhoz ment feleségül. Albin von Vetsera báró halála után Stockau gróf lett Helene von Vetsera gyermekeinek (köztük Marynek) kijelölt gyámja. 
Helene férje, Albin Vetsera rövidesen nagyköveti megbízatással utazhatott Szentpétervárra, később Lisszabonba, majd a hesseni nagyhercegi udvarhoz. Vetserát I. Ferenc József császár 1870-ben bárói rangra emelte, felesége így báróné címet viselhetett, Helene von Vetsera néven. A család Bécsbe költözött, a Salesianergasse 11 alatt saját palotájuk volt.

### Házassága, gyermekei
A Vetsera házaspárnak négy gyermeke született. 
- Ladislaus von Vetsera, „Laci”, azaz Vetsera László  (1865–1881)
- Johanna von Vetsera, azaz Vetsera Johanna, becenevén „Hanna”, később von Bylandt-Rheyd gróf felesége (1868–1901)
- Maria „Mary” Alexandrine von Vetsera, vagyis Vetsera Mária Alexandrin (1871–1889)
- Franz Albin von Vetsera, „Feri”, vagyis Vetsera Ferenc Albin  (1872–1915)

A legidősebb fiú, Ladislaus 1881. december 8-án életét vesztette a bécsi Ring színházban (Ringtheater) kitört katasztrofális tűzvészben, amely több száz halálos áldozatot követelt. Maria – aki ismerősei körében Marynek hívatta magát – a harmadik gyermekként született. Róla úgy beszéltek, mint a portugál király jövendőbelijéről. 17 éves korában (1888-ban) Marie von Larisch grófnő közvetítésével ő is Rudolf trónörökös szeretője lett, és 1889-ben vele együtt halt meg Mayerlingben, tragikus és vitatott körülmények között.
Albin von Vetsera sokat volt távol a feleségétől, aki Bécsben élénk társasági életet élt, nem hiányzott egyetlen fontos rendezvényről, udvari bálról sem. Nagy házat vitt, vendégei a Monarchia és a nemzetközi diplomácia legelőkelőbb köreiből kerültek ki. Helene báróné 1877-ben – leánya, Mary ekkor hatéves volt – szerelmi viszonyba keveredett a nála tíz évvel fiatalabb, akkor mindössze 19 éves trónörökössel, Rudolf koronaherceggel. 1887-ben egy kairói út során Vetsera báró szívinfarktus következtében meghalt.

### Leányának halála Mayerlingben
Helene ifjabbik leánya, Mary bárókisasszony 1888. április 12-én találkozott először Rudolf koronaherceggel, a trónörökössel (1858–1889). Mary – mint abban az időben a legtöbb ifjú leány – szerelmes rajongással tekintett a koronahercegre. 1888 őszén már viszonyuk volt. Találkáikat Marie von Larisch grófné (1856-1940), Erzsébet császárné és királyné legidősebb bátyjának, Lajos Vilmos hercegnek leánya, Erzsébet unokahúga, Rudolf trónörökös unokanővére szervezte, aki anyagilag le volt kötelezve a trónörökösnek. A grófné a fiatal leány illendő kísérőjeként (garde-dame) diszkréten biztosítani tudta a Mary bejutását Rudolf lakosztályába. Az egzaltált és állhatatlan természetű Rudolf nős ember volt ugyan, de elhidegült feleségétől, a Szász–Coburg–Gothai-házból származó Stefánia belga királyi hercegnőtől, és rendszeres kapcsolatokat tartott fenn más nőkkel, főleg prostituáltakkal. Idegállapotának romlása miatt öngyilkosságra készült, ehhez társat keresett. Régi barátnője, Mizzi Kaspar, a nagyvilági kokott elutasította a szörnyű ötletet, Rudolf ezért választotta hiszékeny, tapasztalatlan rajongóját, a 17 éves Mary von Vetserát, aki a koronaherceg iránt érzett szerelme miatt belement a közös öngyilkosságba (vagy gyanútlanul, vak bizalommal követte Rudolfot). 
1889 januárjában a trónörökös és Mary házasságon kívüli viszonyáról már túl sokan tudtak. Január végén I. Ferenc József császár és király (1830–1916) felelősségre vonta fiát emiatt. Az emiatt kirobbant veszekedés lehetett az utolsó csepp a pohárban. 1889. január 28-án Rudolf főherceg arra kérte Larisch grófnőt, hogy hozza el a Hofburg-ba Mary von Vetserát, azzal az ürüggyel, hogy elbúcsúzhasson tőle. A leányt a trónörökös kiszöktette a Hofburgból. A Mayerlingi vadászkastélyba mentek, ahol január 30-án holtan találták őket. A botrányt eltussolták, a rendőri vizsgálat eredményeit eltitkolták. Valószínű, hogy Rudolf agyonlőtte Mary von Vetserát, azután maga is öngyilkos lett. Az eset pontos körülményeit ma is kutatják.
Mary halálát szigorúan elkülönítették Rudolf trónörökös halálhírétől. Csupán a trónörökös halálhíre került nyilvánosságra, társaságában lévő más személyről hivatalosan nem eshetett szó. Mary holttestét azonnal, a legnagyobb titokban eltávolították Rudolf mellől. A mayerlingi kastélyból először titokban a közeli heiligenkreuzi ciszterci apátságba vitték, ott az öngyilkosok kriptájába helyezték. A temetésen csak nagybátyja, Alexander Baltazzi és gyámja, Stockau gróf vehettek részt. A Vetsera családot teljes hallgatásra kötelezték. Mary holttestét csak jóval később helyezhették át mai sírhelyére, a heiligenkreuz-i köztemetőbe.

### A tönkretett család
A Mayerlingi tragédia után a Vetsera család tagjai kegyvesztettek lettek az udvarnál. Az arisztokrácia kiközösítette őket. A gazdag és befolyásos családot a Mayerlingban történtek társadalmilag teljesen ellehetetlenítették. Az császári család tagjai és az udvari emberek ugyanis Mary Vetserát (és természetesen vele együtt a családját is) okolták a trónörökös haláláért, részben presztízs-okokból, részben azért, mert a császári szülők maguk is elfojtott bűntudatot érezhettek Rudolf ideggyenge természete, labilis érzelmi állapota miatt. A korábban mindenütt szívesen látott Helene von Vetsera bárónénak szinte senki sem fejezte ki részvétét. Ha nyilvános helyen megjelent, régi ismerősei, barátai nem viszonozták köszönését, sokan a fejüket is tüntetőleg elfordították. A császár környezete titokban olyan híreszteléseket is terjesztett, hogy a trónörököst Mary mérgezte meg, mielőtt öngyilkos lett. Bécsben olyan szóbeszéd is terjedt, hogy Mary nagybátyja, Alexander Baltazzi Mayerlingbe ment, hogy akár erőszakkal is hazahozza unokahúgát, és verekedés közben ő ölte volna meg a trónörököst.   
Maga Helene elutasított minden feltételezést, gyanúsítást, ami saját személyének vagy családjának vétkességére, vagy bűnös cinkosságára utalt. Minden felelősséget a család korábbi jó barátjára, a császári család rokonára, Marie von Larisch grófnőre hárított, akiben mindenkor megbíztak, és akire, mint idősebb barátnőre rábízták Maryt, és aki ehelyett kerítőnőként tálcán szállította a 17 éves leányt a 31 éves, nős főhercegnek. Helene írásban akarta igazolni magát a nyilvánosság előtt: „…a trónörökös lovagias természete és Mary zsenge kora nem adtak okot aggodalomra, főleg hogy nem nyílt köztük alkalom semmiféle személyes kapcsolatra” – írta. Az érvelés nem volt egészen helytálló, mert a legszigorúbb sajtócenzúra ellenére is sokan tudtak arról, hogy a 31 évesen elhunyt Rudolf élete tizenéves kora óta a nőügyek végtelen sorozatából állt, és ezekből sok törvénytelen gyermek származott. Emellett a jó családokból való tizenéves leánykák is üldözték rajongásukkal, és Rudolf az ilyen ostromoknak nemigen állt ellen. A hivatalos bécsi cenzúra könyörtelenül bezúzatta az özvegy Vetsera báróné védekezését, amely így csak külföldön jelenhetett meg, a császár utasítására azonban a titkosrendőrség itt is igyekezett a példányokat felvásárolni és eltüntetni. 
A közmegvetés jeleit nehezen viselő Helene asszony levelet írt gróf Eduard Taaffe miniszterelnöknek, és panaszt tett a méltánytalan bánásmód ellen. Taaffe válaszában kifejtette: miniszterelnöki kompetenciája nem ér el olyan messzire, hogy befolyásolhatná a báróné ismerőseinek magatartását. Magánszemélyként azt tanácsolta a bárónénak, utazzon külföldre, hogy elkerülhesse a további sértő megnyilvánulásokat. A báróné a császárnak is hasonló tartalmú levelet írt. Ferenc József csak irodafőnökén keresztül üzent vissza: nyugodjon bele, viselje békével a sors által rámért súlyos csapást, és „kerüljön mindent, ami azt enyhíthetné.” Helene von Vetsera megértette a császár kegyetlen üzenetét, és elhagyta Ausztriát.

### Utolsó évei
Az első világháború követő inflációban a Vetsera család elveszítette minden vagyonát. Az özvegy báróné a Monarchia bukása után visszatért Ausztriába. Négy gyermeke közül egy sem élt már ekkor. Helene 78 éves korában, 1925-ben elszegényedve halt meg Bécsben. Halála előtt meghagyta menyének (Franz Albin von Vetsera özvegyének), hogy égessen el minden, Mayerlinggel kapcsolatos írást. Ő eleget tett anyósa kívánságának. Helene von Vetsera  bárónét az alsó-ausztriai Reichenau an der Rax község temetőjében helyezték végső nyugalomra.

## Külső hivatkozások
- A Mayerling-ügy szereplői
- http://www.vetsera.infoArchiválva+2013.+július+3-i+dátummal+a+Wayback+Machine-ben
- Marie von Vetsera története